# Urgleptes prolixus
Urgleptes prolixus är en skalbaggsart som först beskrevs av Julius Melzer 1931.  Urgleptes prolixus ingår i släktet Urgleptes och familjen långhorningar. Inga underarter finns listade i Catalogue of Life.